# Heidenrod
Heidenrod – miejscowość i gmina w Niemczech, w kraju związkowym Hesja, w rejencji Darmstadt, w powiecie Rheingau-Taunus.

## Współpraca
Miejscowość partnerska:
- Mád, Węgry
- Sollstedt, Turyngia
- Wissous, Francja